# Senecio barbertonicus
Senecio barbertonicus, Barbertonov grm ili sukulentni grm senecio, je zimzeleni sukulentni grm iz obitelji Asteraceae i roda Senecio, podrijetlom iz južne Afrike,  nazvan po jednom od svojih izvornih lokaliteta Barberton, a sada je i uzgaja se drugdje zbog svoje otpornosti na sušu, grozdova slatko mirisnih, zlatno-žutih, čupavih cvjetnih glavica zimi i privlačnosti leptirima, posebno  vrsti Vanessa cardui.

## Opis
Sukulentni grm koji raste preko 2 m u visinu i širinu, s mesnatim deblom, svijetlozelenim, cilindričnim, prstastim listovima dugim 5 to 10 cm i 6 do 10 mm  u promjeru, gusto zbijene oko stabljike i zakrivljene pri dnu da leže paralelno sa stabljikom i usmjerene prema gore.
Mirisno žuto cvijeće, 1 cm  širok i 8 cm duge, cvatu od srpnja do rujna, su terminalne i daju sjeme s gustim čuperkom čekinja.
Senecio barbertonicus je otporan na najmanje −4 °C.

## Distribucija
Senecio barbertonicus uglavnom raste na kamenitim travnjacima i grmovima u južnoj Africi u područjima od Esvatinija i Mozambika do istočnih dijelova Zimbabvea i Južne Afrike na nadmorskoj visini između 34 i 1,700 m.
Lokalno je uobičajen u zaštićenim područjima u istočnom, središnjem i jugozapadnom Eswatiniju u Gautengu, KwaZulu-Natalu, Limpopu, Mpumalangi i sjeverozapadu.

## Galerija
- Cvjetovi
- Cvjetne glavice s plodovima
- Zreli grm

## Dodatno čitanje
- Wild Flowers of KwaZulu-Natal - Elsa Pooley (Natal Flora Trust, Durban 1998) ISBN 0-620-21500-3
- The Succulent Senecios of South Africa. The Guide to Life, The Universe and Everything. 13. srpnja 2003. Inačica izvorne stranice arhivirana 11. svibnja 2009. Pristupljeno 27. veljače 2008.